# 플라자 라크야트
플라자 라크야트는 말레이시아 쿠알라룸푸르에 공사중인 382m 79층 높이의 마천루이다. 공사가 무려 27년간 중단되었었다.